# إنه جميل الآن
انه جميل الآن (بالكورية: 현재는 아름다워)؛ هو مسلسل تلفزيوني كوري جنوبي، من بطولة يون شي يون، باي دا بين وأوه مين سوك، انها دراما عائلية تصور واقع الجيل الحالي الذي يتردد في الزواج وتكوين أسرة. عرض يومي السبت والأحد على قناة كي بي إس 2 من 2 أبريل إلى 18 سبتمبر 2022.

## القصة
المسلسل يصور قصة عائلة لي التي كبيرها الجد لي كيونغ تشول.  ابنه لي مين هو وزوجته هان كيونغ آي لديهما 3 أبناء. يتردد الأبناء في الزواج، لذلك يعلن كبار العائلة أنهم سيعطون شقة للابن الذي يتزوج في غضون 6 أشهر.

## طاقم
- يون شي يوون بدور لي هيون جاي، محامي يتمتع بمعدل فوز مرتفع بسبب بلاغته المنطقية.[8]
- باي دا بين بدور يون مي راي، بصفتها متسوقة خاصة لكبار الشخصيات، تطلب فسخ الزواج بالقول إنها تزوجت عن طريق الاحتيال.[9]
- أوه مين سوك بدور لي يون جاي، طبيب أسنان.[10]
- شين دونغ مي بدور شيم هاي جون، المحامية المعجبة بـ يون جاي.[11]
- سيو بيوم جون بدور لي سو جاي، الأخ الأصغر، موظف عام، ذو شخصية نرجسية إيجابية قوية، يعمل بدوام جزئي في خدمة توصيل الطرود. يلتقى نا يو نا في وظيفته بدوام جزئي
- تشوي يي بين بدور نا يو نا، التي تحلم بأن تصبح طاهيًة معجنات، تعمل بجد في أكاديمية للمخابز وتعمل أيضًا بدوام جزئي كساعي بريد.[12]

## المشاهدات
وفقا لنيلسن كوريا، فقد حقق المسلسل في العرض الأول له متوسط تقييم بنسبة 24.5% بأكثر من 4 مليون مشاهدة على مستوى الدولة.
اعتبارًا من 21 أغسطس 2022، حقق المسلسل في الحلقة 42 نسبة مشاهدة 28.8% على مستوى البلاد. بحوالي أكثر من 5.1 مليون مشاهد، احتل المسلسل المرتبة 13 في قائمة أفضل 50 مسلسل مشاهدة بالمليون. (تشمل القائمة مسلسلات من عام 2018).

## الإنتاج

### صناعة
المسلسل من تخطيط قسم الدراما كي بي إس وانتاجه بواسطة الشركتين أزيوم كونتنت ودراما هاوس إستوديو. فرق عمل تابعه لقسم جي تي بي سي إستوديوز، وهي أول دراما عائلية وأول شراكة مع كي بي إس لجي تي بي سي إستوديوز.

### طاقم
في أغسطس أفادت الصحف أن يون شي يون عُرض عليه دور الرئيسي للمسلسل وكان يفكر فيه بشكل إيجابي. يجمع المسلسل شمل كل منبارك ان هوان وشين دونغ مي معًا مرة أخرة بعد المسلسل التلفزيوني ما الخطب! بونغ سانغ. لعام 2019. تظهر كيم هيو اوك في دراما نهاية الأسبوع لـ KBS للمرة الرابعة. ظهرت سابقا في مسلسل «أبنائي المثاليون جدًا» لعام (2009). ابنتي، سيو يونغ (2012). والدراما العائلية الناجحة حياتي الذهبية لعام 2017. في 25 نوفمبر أعلن عن انضمام الممثلة الصاعدة «تشوي يي بن» وهو ثاني عمل لها بعد لسلسة بنتهاوس الشهيرة.

## روابط خارجية
- على كي بي إس وورلد (بالإنجليزية)
- إنه جميل الآن على هانسينما